# 黛菲娜·梅里諾
黛菲娜·梅里諾（1989年10月15日—）是一名阿根廷曲棍球運動員，曾代表國家參加2012年倫敦奧運的女子曲棍球比賽，並獲得一面銀牌。